# Wensleydale

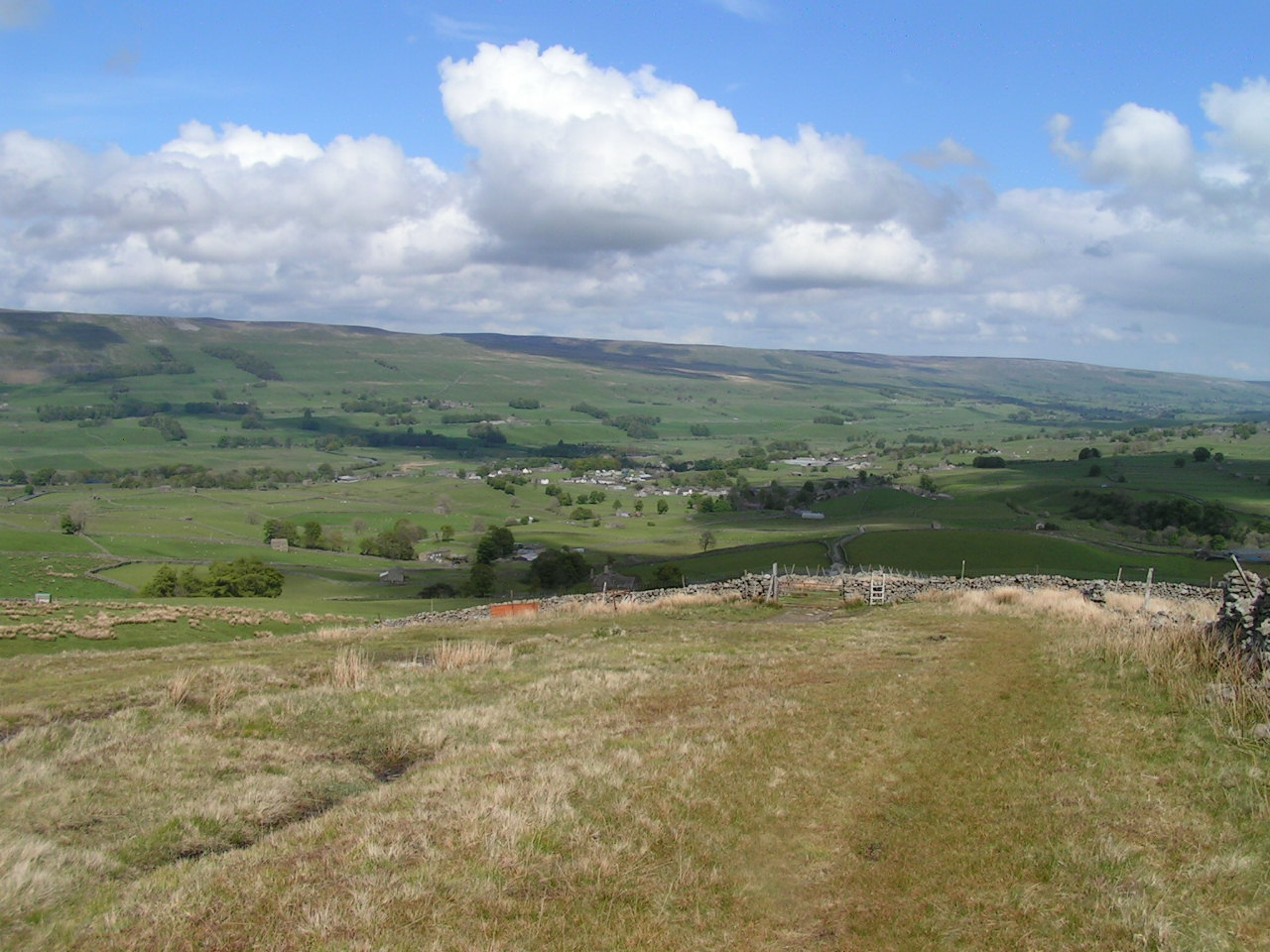
Wensleydale z miastem Hawes w tle

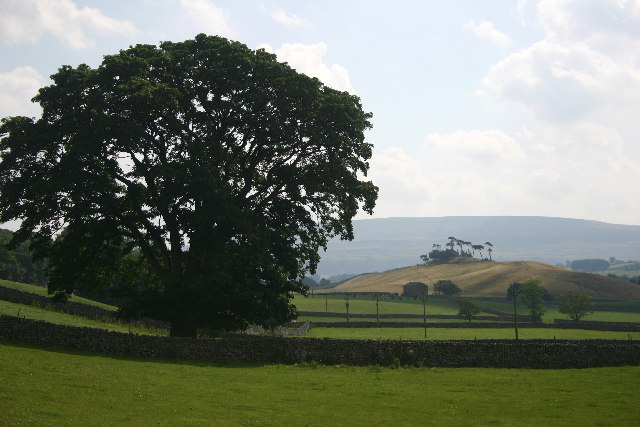
Krajobraz doliny Wensleydale

Wensleydale – dolina w Wielkiej Brytanii, w hrabstwie North Yorkshire, w Anglii, wchodząca w skład Yorkshire Dales i należąca do parku narodowego o tej samej nazwie. Dolina słynie z produkcji sera Wensleydale.
Dolina położona jest na wschód od Gór Pennińskich, a jej środkiem płynie rzeka Ure. Nazwa Wensleydale pochodzi od wsi Wensley leżącej we wschodniej części doliny. Główne miasta położone w dolinie to Hawes, Leyburn oraz Middleham. W dolinie znajdują się wodospady Aysgarth Falls i Hardraw Force, gdzie kręcono zdjęcia do filmu Robin Hood: Książę złodziei.
Dolina Wensleydale leży pomiędzy dolinami Wharfedale na południu i Swaledale na północy.